# Воронино (Череповецкий район)
Воронино — село в Череповецком районе Вологодской области.
Входит в состав Югского сельского поселения (с 1 января 2006 года по 8 апреля 2009 года входило в Домозеровское сельское поселение), с точки зрения административно-территориального деления — в Домозеровский сельсовет.
Расстояние по автодороге до районного центра Череповца — 15 км, до центра муниципального образования Нового Домозерова — 10 км. Ближайшие населённые пункты — Починок, Рослино, Горка.
По переписи 2002 года население — 18 человек.